# Illes de la Reina Elisabet

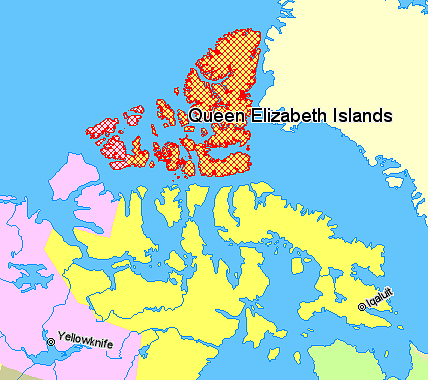
Les illes de la Reina Elisabet, al nord-oest del Canadà (en groc, Nunavut; en rosa, els Territoris del Nord-oest)

Les illes de la Reina Elisabet (en anglès Queen Elizabeth Islands, en francès Îles de la Reine-Élisabeth), abans conegudes com les illes de Parry, són les illes més septentrionals de l'Arxipèlag Àrtic Canadenc, dividides administrativament entre els territoris de Nunavut i els Territoris del Nord-oest, al nord del Canadà. Les coordenades geogràfiques són 78° 0′ N i 95° 0′ W. Les illes de la Reina Elisabet contenen aproximadament el 14% de la superfície global de glaceres i casquets de gel (excloent les plaques de gel de l'interior i la plataforma de Groenlàndia i l'Antàrtida).
Moltes de les illes d'aquest arxipèlag es compten entre les més grans del món, i la principal n'és l'illa d'Ellesmere. Entre les altres illes es poden destacar, per ordre alfabètic, les d'Amund Ringnes, Axel Heiberg, Bathurst, Borden, Cornwall, Cornwallis, Devon, Eglinton, Ellef Ringnes, Mackenzie King, Melville i Príncep Patrick.
En conjunt, l'arxipèlag té una superfície de 419.061 km². La majoria estan deshabitades, tot i que tenen importància industrial a causa de les extraccions de petroli. Els municipis més poblats són els llogarets de Resolute, a l'illa de Cornwallis, i Grise Fiord, a Ellesmere.
Descobertes pels europeus el 1616, les illes de la Reina Elisabet no foren totalment explorades i cartografiades fins a les expedicions britàniques del pas del Nord-oest i la posterior noruega, totes dues al segle xix. Moltes foren explorades per William Parry, el qual va donar nom a l'arxipèlag fins al 1953, any de coronació d'Elisabet II com a reina del Canadà, en honor de la qual foren rebatejades oficialment.

## Geografia
Les illes, juntes fan 419.061 km² a la zona, van ser rebatejades com a grup per Elisabet II del Regne Unit en la seva coronació com a reina del Canadà el 1953. Les illes cobreixen una àrea aproximadament en forma de triangle rectangle, limitada per l'estret de Nares a l'est, el Canal de Parry al sud i l'oceà Àrtic al nord i a l'oest. La majoria estan deshabitades tot i que el Sector de Ciències de la Terra (ESS) del Programa de Geociència del Canvi Climàtic de Recursos Naturals del Canadà té monitors a les illes. El 1969 Panarctic Oils, que ara forma part de Suncor Energy, va començar a operar pous de petroli d'exploració a les conques Franklinian i Sverdrup i va planificar establir la seva base de recursos a les illes de la Reina Elisabet. Va deixar de produir-se a la dècada de 1970. A la GeoConvention de 2013, la regió de les Illes Àrtiques es va anomenar l'«última frontera d'exploració de petroli» perpètua del Canadà. Hogg i Enachescu van argumentar que el desenvolupament i la implementació de tecnologies sísmiques marines i terrestres avançades a Alaska, el nord d'Europa i Sibèria es podrien modificar per utilitzar-les a les illes de la Reina Isabel. Les illes de la Reina Isabel no s'havien cartografiat completament fins a les expedicions del pas britànic del nord-oest i, posteriorment, l'exploració noruega del segle xix.
Aquestes illes van ser conegudes com l'arxipèlag de Parry durant més de 130 anys. Van rebre el nom de l'explorador britànic de l'Àrtida Sir William Parry, que hi va navegar el 1820 a bord de l'Hecla. Des del canvi de nom de l'arxipèlag el 1953, el terme illes Parry es va continuar utilitzant per a la seva part sud-oest (menys l'illa d'Ellesmere i illes Sverdrup). Per tant, la distribució regional de l'arxipèlag és la següent:
- Illa d'Ellesmere
- Illes Sverdrup
- Illes Parry

L'illa d'Ellesmere és la més septentrional i, amb diferència, la més gran. Les illes Sverdrup es troben a l'oest de l'illa d'Ellesmere i al nord de la badia de Noruega. Les illes restants més al sud i a l'oest, però al nord del Canal de Parry (Estret de Lancaster, Canal del Vescomte Melville i Estret de McClure), han estat portant el nom d'Illes Parry, nom que fins al 1953 també havia inclòs les illes Sverdrup i l'illa Ellesmere. Al sud del canal de Parry es troben les illes restants de l'arxipèlag àrtic.
Les illes es trobaven al damunt i es van formar pel moviment de la subplaca de les illes Queen Elizabeth.

### Illes principals
Moltes de les illes es troben entre les més grans del món, la més gran és l'illa d'Ellesmere. Altres illes importants inclouen l'illa Amund Ringnes, l'illa Axel Heiberg, l'illa Bathurst, l'illa Borden, l'illa Cornualla, l'illa Cornwallis, l'illa Devon, l'illa Eglinton, l'illa Ellef Ringnes, l'illa Mackenzie King, l'illa Melville i l'illa Prince Patrick.

### Illes més petites
Altres illes més petites però notables inclouen; Illa Beechey (74° 43′ N, 091° 51′ O / 74.717°N,91.850°O), que guardava les tombes del sotsoficial John Torrington, el soldat de la Marina Reial William Braine, i el mariner capaç John Hartnell, tres membres de la tripulació de Sir John Franklin que van participar en la seva expedició perduda, L'Illa de Hans (80° 49′ 41″ N, 066° 27′ 35″ O / 80.82806°N,66.45972°O), un petit monticle deshabitat que mesura 1,3 km² la propietat del qual és disputada pel Canadà i Dinamarca, les illes Cheyne (76° 18′ 22″ N, 097° 31′ 12″ O / 76.30611°N,97.52000°O), tres petites (0,73 km² junts) illes que són una zona important per a les aus (#NU049) i un lloc d'hàbitat terrestre d'aus migratòries clau (lloc NU 5) i l'illa Skraeling (78° 54′ 42″ N, 075° 37′ 58″ O / 78.91167°N,75.63278°O) un important jaciment arqueològic on s'han trobat artefactes inuits (juntament amb els seus avantpassats Dorset i Thule) i nòrdics. Estan formats per roques silúriques i carboníferes cobertes de tundra.

### Població
Amb una població de menys de 400 habitants, les illes estan gairebé deshabitades. Només hi ha tres llocs habitats de manera permanent a les illes. Els dos municipis són els llogarets de Resolute (població 198 segons el cens de 2016), a l'illa de Cornwallis, i Aujuittuq (població 129 segons el cens de 2016), a l'illa d'Ellesmere. Alert és una estació meteorològica amb personal de Environment and Climate Change Canada, un laboratori de monitoratge de l'atmosfera de Global Atmosphere Watch (GAW) a l'illa d'Ellesmere, i té diversos habitants temporals a causa de l’Alerta CFS coubicada. Eureka, una petita base d'investigació a l'illa d'Ellesmere, té una població de zero, però almenys vuit membres de personal en rotació contínua.
      Abandonada       Assentament permanent        Ocupat temporalment
| Nim                                    | Imatge | Tipus                                                                                       | Illa           | Població | Establiment | Coordenades                                | Notes |
| -------------------------------------- | ------ | ------------------------------------------------------------------------------------------- | -------------- | -------- | ----------- | ------------------------------------------ | --- |
| Alert                                  |        | Estació meteorològica, Base de les Forces Canadenques (CFS Alert), aeroport (Alert Airport) | Ellesmere      | 5        | 1950        | 82° 30′ N, 62° 20′ O / 82.500°N,62.333°O   | - L'assentament permanent més al nord del món |
| Alexandra Fiord                        |        | Estació de recerca                                                                          | Ellesmere      | 0        | 1953        | 78° 54′ N, 75° 59′ O / 78.900°N,75.983°O   | - Utilitzat com a destacament de la Reial Policia Muntada del Canadà des de 1953 fins a 1963. En aquell moment, era la comissaria de policia més septentrional del món.                                          |
| Camp Hazen                             |        | Estació de guarda                                                                           | Ellesmere      | 0        | 1957        | 81° 49′ N, 62° 19′ O / 81.817°N,62.317°O   | - Utilitzat com a estació d'investigació de 1957 a 1958 per a l'Operació Hazen - Propietat de Parks Canada i actualment s'utilitza com a punt d'accés al Parc Nacional de Quttinirpaaq                           |
| Craig Harbour                          |        | Destacament de la Policia Muntada del Canadà (RCMP)                                         | Ellesmere      | 0        | 1922        | 76° 12′ N, 81° 01′ O / 76.200°N,81.017°O   | - Va ser establert el 1922 per protegir la sobirania canadenca de l'illa |
| Dundas Harbour                         |        | Avançada, destacament de la GRC                                                             | Devon          | 0        |             | 74° 31′ N, 82° 23′ O / 74.517°N,82.383°O   | - establert el 1924 per crear una presència governamental per frenar la caça de balenes estrangera i altres activitats a la zona                                                                                 |
| Eureka                                 |        | Estació meteorològica, estació de recerca, Aeròdrom (Eureka Aerodrome)                      | Ellesmere      | 0        | 1947        | 79° 59′ N, 82° 23′ O / 79.983°N,82.383°O   | - Va ser fundada el 1947 com a part d'un requisit per establir una xarxa d'estacions meteorològiques àrtiques - Pot tenir fins a vuit persones de manera rotativa                                                |
| Flashline mars Arctic Research Station |        | Research station                                                                            | Devon          | 0        | 1999        | 75° 25′ N, 89° 49′ O / 75.417°N,89.817°O   | - Les estructures es van construir l'any 2000 |
| Fort Conger                            |        | Estació de recerca                                                                          | Ellesmere      | 0        | 1883        | 81° 43′ N, 64° 43′ O / 81.717°N,64.717°O   | - Fundada el 1881 però abandonada unes quantes dècades després |
| Aujuittuq                              |        | Hamlet, aeroport (Grise Fiord Airport)                                                      | Ellesmere      | 129      | 1953        | 76° 25′ N, 82° 53′ O / 76.417°N,82.883°O   | - Grise Fiord és l'assentament civil més al nord del Canadà - Creat com a part de la reubicació de l'alta Àrtida                                                                                                 |
| Isachsen                               |        | Estació meteorològica, estació de recerca                                                   | Ellef Ringnes  | 0        | 1948        | 78° 46′ N, 103° 29′ O / 78.767°N,103.483°O | - El 1989 es va col·locar al lloc un sistema automatitzat d'observació de superfícies, enllaçat per comunicacions per satèl·lit al sud de Canadà.                                                                |
| estació de recerca McGill Arctic       |        | Estació de recerca                                                                          | Axel Heiberg   | 0        | 1959        | 79° 20′ N, 91° 58′ O / 79.333°N,91.967°O   | - Propietat de Universitat McGill |
| Illa del Príncep Patrick               |        | Estació meteorològica                                                                       | Prince Patrick | 0        | 1948        | 76° 14′ N, 119° 19′ O / 76.233°N,119.317°O | - Antiga estació meteorològica de l'Environment and Climate Change Canada. - Encara Ocasionalment visitat per membres de les Forces Canadenques                                                                  |
| Resolute                               |        | Hamlet, aeroport (Resolute Bay Airport)                                                     | Cornwallis     | 229      | 1947        | 74° 41′ N, 94° 49′ O / 74.683°N,94.817°O   | - Creat com a part de la reubicació de l'alta Àrtida - L'assentament més poblat de les illes de la Reina Isabel - La comunitat és la segona comunitat pública més al nord del Canadà, només darrere de Aujuittuq |

Les estacions anteriorment dotades de personal eren Mold Bay a l'illa Prince Patrick, Isachsen a l'illa Ellef Ringnes i Fort Conger a l'illa Ellesmere.
Els assentaments abandonats són Dundas Harbour a l'illa Devon i Craig Harbour a l'illa Ellesmere.

## Administració
Fins a 1999, les illes de la Reina Isabel formaven part de la regió de Baffin dels Territoris del Nord-oest.
Amb la creació de Nunavut el 1999, totes les illes i fraccions d'illes de l'arxipèlag a l'est del meridià 110 oest van passar a formar part de la regió de Qikiqtaaluk del nou territori, que era la major part de l'arxipèlag. La resta es va quedar amb els Territoris del Nord-oest, ara reduïts. L'illa Borden, l'illa Mackenzie King i l'illa Melville es van dividir entre els dos territoris.
L'illa del Príncep Patrici, l'illa Eglinton i l'illa Esmeralda són les úniques illes notables que ara formen part completament dels Territoris del Nord-oest.
Per sota del nivell del territori, hi ha el nivell d'administració municipal. En aquest nivell, només hi ha dos municipis, Resolute i Grise Fiord, amb una superfície total de 450 km² (0,11 % de la superfície de les illes Reina Isabel), però amb la majoria de la població de l'arxipèlag (370 de 375). El 99,89 % restant són àrees no incorporades, amb una població del cens de 2006 de cinc persones, totes a Alert.

## Vista general de les illes
Segons l’Atles del Canadà, a l'arxipèlag hi ha 34 illes més grans i 2.092 illes més petites. Amb l'excepció de l'illa Ellesmere, es divideixen en dos grups, les illes Sverdrup i les illes Parry:
| Illa                     | sub- grup | Territori | Pic                        | Alçada m | Area km² | Rank Canada | Rank World | Coordenades                                |
| ------------------------ | --------- | --------- | -------------------------- | -------- | -------- | ----------- | ---------- | ------------------------------------------ |
| Alexander                | Parry     | NU        | elevació mitjana           | 60-180   | 484      | 66          |            | 75° 52′ N, 102° 37′ O / 75.867°N,102.617°O |
| Amund Ringnes            | Sverdrup  | NU        | carena                     | 265      | 5255     | 25          | 111        | 77° 53′ N, 095° 30′ O / 77.883°N,95.500°O  |
| Axel Heiberg             | Sverdrup  | NU        | Outlook Peak               | 2210     | 43178    | 7           | 32         | 79° 26′ N, 090° 46′ O / 79.433°N,90.767°O  |
| Baillie-Hamilton Island  | Parry     | NU        |                            | 200      | 290      | 91          |            | 75° 53′ N, 094° 35′ O / 75.883°N,94.583°O  |
| Bathurst                 | Parry     | NU        | Stokes Mountain            | 412      | 16042    | 13          | 54         | 75° 46′ N, 099° 47′ O / 75.767°N,99.783°O  |
| Borden                   | Parry     | NU/NT     |                            | 150      | 2794     | 30          | 170        | 78° 33′ N, 111° 10′ O / 78.550°N,111.167°O |
| Brock                    | Parry     | NT        |                            | 67       | 764      | 58          | 383        | 77° 51′ N, 114° 27′ O / 77.850°N,114.450°O |
| Buckingham Island        | Parry     | NU        | Mount Windsor              | 150      | 137      | 137         |            | 77° 12′ N, 091° 00′ O / 77.200°N,91.000°O  |
| Byam Martin              | Parry     | NU        |                            | 153      | 1150     | 42          | 294        | 75° 12′ N, 104° 17′ O / 75.200°N,104.283°O |
| Cameron                  | Parry     | NU        | Mount Wilmot               |          | 1059     | 46          | 312        | 77° 48′ N, 101° 51′ O / 77.800°N,101.850°O |
| Coburg Island            | Parry     | NU        |                            | 800      | 411      | 83          |            | 75° 57′ N, 079° 18′ O / 75.950°N,79.300°O  |
| Cornwall                 | Sverdrup  | NU        | McLeod Peak                | 400      | 2358     | 31          | 184        | 77° 37′ N, 094° 52′ O / 77.617°N,94.867°O  |
| Cornwallis               | Parry     | NU        |                            | 343      | 6995     | 21          | 96         | 75° 05′ N, 095° 00′ O / 75.083°N,95.000°O  |
| Devon                    | Parry     | NU        | Devon Ice Cap              | 1920     | 55247    | 6           | 27         | 75° 08′ N, 087° 51′ O / 75.133°N,87.850°O  |
| Eglinton                 | Parry     | NT        |                            | 200      | 1541     | 36          | 249        | 75° 46′ N, 118° 27′ O / 75.767°N,118.450°O |
| Ellef Ringnes            | Sverdrup  | NU        | Isachsen Dome              | 260      | 11295    | 16          | 69         | 78° 37′ N, 101° 56′ O / 78.617°N,101.933°O |
| Ellesmere                | 01        | NU        | Barbeau Peak               | 2616     | 196236   | 3           | 10         | 80° 10′ N, 079° 05′ O / 80.167°N,79.083°O  |
| Emerald Isle             | Parry     | NT        |                            | 150      | 549      | 63          | 466        | 76° 48′ N, 114° 07′ O / 76.800°N,114.117°O |
| Graham                   | Sverdrup  | NU        |                            | 175      | 1378     | 38          | 265        | 77° 26′ N, 090° 30′ O / 77.433°N,90.500°O  |
| Griffith Island          | Parry     | NU        |                            |          | 189      | 110         |            | 74° 35′ N, 095° 30′ O / 74.583°N,95.500°O  |
| Illa Helena              | Parry     | NU        | mitjana als turons del sud | 220      | 327      | 85          |            | 76° 40′ N, 101° 00′ O / 76.667°N,101.000°O |
| Hoved Island             | Parry     | NU        |                            |          | 158      | 125         |            | 77° 32′ N, 085° 09′ O / 77.533°N,85.150°O  |
| Île Vanier               | Parry     | NU        |                            | 200      | 1126     | 44          | 298        | 76° 10′ N, 103° 15′ O / 76.167°N,103.250°O |
| King Christian           | Sverdrup  | NU        | King Christian Mountain    | 165      | 645      | 60          | 420        | 77° 45′ N, 102° 00′ O / 77.750°N,102.000°O |
| Little Cornwallis Island | Parry     | NU        |                            |          | 412      | 75          |            | 75° 30′ N, 096° 30′ O / 75.500°N,96.500°O  |
| Lougheed                 | Parry     | NU        |                            | 60-110   | 1308     | 41          | 273        | 77° 24′ N, 105° 15′ O / 77.400°N,105.250°O |
| Lowther Island           | Parry     | NU        | platja elevada             | 106.5    | 145      | 133         |            | 74° 33′ N, 097° 30′ O / 74.550°N,97.500°O  |
| Mackenzie King           | Parry     | NU/NT     | Castel Butte               | 300      | 5048     | 26          | 115        | 77° 43′ N, 111° 57′ O / 77.717°N,111.950°O |
| Massey                   | Parry     | NU        |                            | 210      | 432      | 71          |            | 75° 59′ N, 102° 58′ O / 75.983°N,102.967°O |
| Meighen                  | Sverdrup  | NU        |                            | 260      | 955      | 50          | 337        | 79° 59′ N, 099° 30′ O / 79.983°N,99.500°O  |
| Melville                 | Parry     | NU/NT     |                            | 776      | 42149    | 8           | 33         | 75° 30′ N, 111° 30′ O / 75.500°N,111.500°O |
| North Kent               | Parry     | NU        |                            | 600      | 590      | 62          | 453        | 76° 40′ N, 090° 15′ O / 76.667°N,90.250°O  |
| Prince Patrick           | Parry     | NT        |                            | 279      | 15848    | 14          | 55         | 76° 45′ N, 119° 30′ O / 76.750°N,119.500°O |
| Stor Island              | Sverdrup  | NU        |                            | 500      | 313      | 87          |            | 78° 59′ N, 085° 50′ O / 78.983°N,85.833°O  |
| 2.092 illes restants     |           | NU/NT     |                            |          | 2321     | ...         | ...        |                                            |
| Queen Elizabeth          |           | NU/NT     | Barbeau Peak               | 2616     | 419061   | ...         | ...        | 78° 05′ N, 095° 10′ O / 78.083°N,95.167°O  |

## Glaceres i casquets glacials
L'any 2000 es va estimar que les illes de la Reina Isabel estaven cobertes per uns 104000 km² glaceres que representen al voltant del 14% de totes les glaceres i casquets glacials del món. Segons un informe de 2011, el balanç de massa superficial de quatre, la capa de gel de Devon mesurava 1699 km² (només sector nord-oest); la capa de gel de Meighen mesurava 75 km²; la capa de gel de Melville South va mesurar 52 km² i la glacera blanca, la glacera de l'illa Axel Heiberg tenia 39 km² La mida d'aquestes glaceres s'ha mesurat des de 1961 i els seus resultats es publiquen en revistes tan distingides com els Annals of Glaciology de la International Glaciological Society.
Dels quatre casquets glacials que el Sector de Ciències de la Terra (ESS) del Programa de Geociència del Canvi Climàtic de NRCan del govern federal supervisa in situ a l'alta Àrtida canadenc, tres es troben a les illes Queen Elizabeth: Devon, Meighen i Melville. Una nota de 2013 de Natural Resources Canada diu que la reducció dels casquets glacials va començar a finals de la dècada de 1980 i s'ha accelerat ràpidament des del 2005. L'augment de la taxa de fusió va ser confirmat per la Universitat de Califòrnia, Irvine el 2017.
L'anàlisi per ordinador d'un inventari de glaceres de l'illa Axel Heiberg es va dur a terme a la dècada de 1960. Els inventaris posteriors del World Glacier Monitoring Service sota la direcció de Fritz Müller, que va treballar en inventaris de glaceres a escala internacional, van incloure la glacera de l'illa Axel Heiberg.
Altres glaceres i casquets glacials de les illes Queen Elizabeth inclouen la glacera Agassiz, la glacera Benedict, la glacera Disraeli, la glacera Eugenie, la glacera Gull, la glacera Parrish, la glacera Sven Hedin i la glacera Turnabout.